# Foto pratica

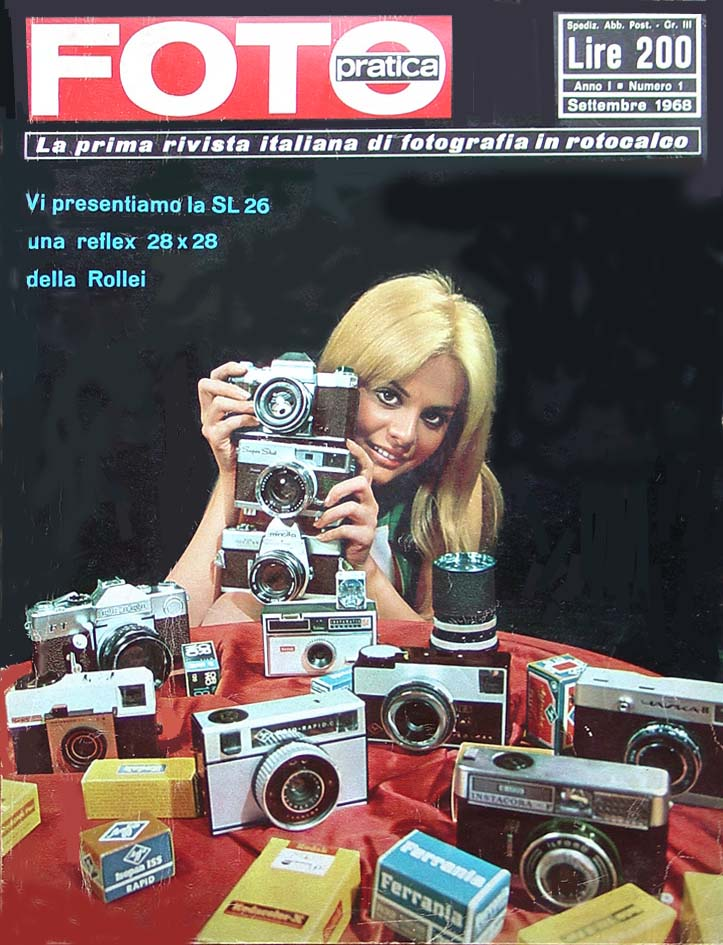
Silvia Dionisio sulla copertina di Foto pratica del settembre 1968.

Foto pratica, anche conosciuta come Foto pratica. La prima rivista italiana di fotografia in rotocalco, è stata una rivista di fotografia fondata da Cesco Ciapanna nel 1968.

## Storia della rivista
Tra il 1967 ed il 1968 Cesco Ciapanna, già direttore di Fotografare, cominciò a pensare ad una nuova rivista di fotografia, che andasse a coprire quel settore di mercato più rivolto agli appassionati di rotocalco. Foto pratica uscì per la prima volta nelle edicole nel settembre del 1968 al costo di 200 lire, con il sottotitolo "La prima rivista italiana di fotografia in rotocalco".
Nel marzo del 1991, con il nuovo direttore Gianni Baumberger la rivista cambiò veste grafica e nome, trasformandosi in Foto Pratica. Immagini.
Nei primi anni 2000 Foto pratica chiuse dopo aver pubblicato oltre 320 numeri.